# Шапранаускас, Витаутас
Витаутас Шапранаускас (лит. Vytautas Šapranauskas; 19 апреля 1958, Вильнюс — 18 апреля 2013, там же) — литовский актёр театра и кино, телеведущий, один из самых талантливых актёров Литвы — и комического, и драматического плана.

## Биография
В 1980 году окончил актёрский факультет Литовской государственной консерватории.
Он рос в Вильнюсе, во дворе все говорили по-русски, ходил в русский детский сад, поэтому говорить по-русски было легче, чем по-литовски, поэтому актёрскую карьеру он начал в Русском драмтеатре Литвы.
С 1990 года играл в вильнюсском Малом театре, в последние годы — в театре «Домино». Играл в спектаклях известных режиссёров Римаса Туминаса и О. Коршуноваса.
В 2006 году сыграл свою лучшую роль в кино — еврейского портного Вайскопфа в фильме А.Юзенаса «Гетто».
Двадцать лет работал на телевизионном канале ТV3, был ведущим и участником многих телевизионных программ и проектов. Играл в фильмах «Валентинас один», «Зеро 2», «Гетто», в сериале «Женщины лгут лучше».

## Личная жизнь
Шапранаускас был женат на Дайве Шапранаускене. В семье выросли сын Гитис и дочь Юдре. 8 лет он поддерживал отношения с актрисой Риманте Валюкайте, в последнее время он жил с девушкой из поп-группы ŠarkA Евой Стасюлявичюте.

## Театральные работы
- Азазелло — «Мастер и Маргарита» М.Булгаков, постановка Романа Виктюка
- Звездич — «Маскарад» М. Ю. Лермонтов, постановка Р.Туминаса
- Петя Трофимов — «Вишнёвый сад» А. П. Чехов, постановка Р.Туминаса
- «Ревизор» Н. В. Гоголь, постановка Р.Туминаса
- «Галилей» Б.Брехт, постановка Р.Туминаса
- Вершинин — «Три сестры» А. П. Чехов, постановка Р.Туминаса
- Генех — «Улыбнись нам, Господи» Г.Канович, постановка Р.Туминаса
- Поццо — «В ожидании Годо» С.Бекетт, постановка Р.Туминаса
- «Здравствуй,Соня, Новый год!» А.Введенский, постановка О.Коршуноваса
- Жакрец — «Муж моей жены» М.Гавран[3]

## Фильмография
- «Медовый месяц в Америке» (1981)
- «Американская трагедия» (1980—1981), Томми Ретерер
- «Богач, бедняк...» (1982), гость на вечеринке в доме Гретхен и Вилли (в титрах не указан)
- «Софья Ковалевская» (1985)
- «Игра хамелеона» (1986)
- «Литовский транзит» (2003)
- «Вильнюсское гетто» (2006), Вайскопф
- «Lernavan» (2006)
- «Anastasija» (2006)
- «Зеро 2» (2010)
- «Валентин один» (2013)
- «Занесло» (2014)

## Награды
- 1997 — премия «Кристофор» за роль Звездича в спектакле «Маскарад» (реж. Р. Туминас)

## Член жюри
- Lietuvos talentai